# Тонони, Джулио
Джулио Тонони (итал. Giulio Tononi, итальянский: [ˈdʒuːljo toˈnoːni]; род. 1960, Тренто) — итальянский нейробиолог и психиатр, заведующий кафедрой медицины сна Дэвида П. Уайта, а также кафедрой науки о сознании в Университете Висконсина. Наиболее известен своей теорией интегрированной информации (IIT) — математической теорией сознания, которую он предложил в 2004 году.

## Биография
Родился в Тренто, Италия, и получил степень доктора психиатрии и доктора философии. по нейробиологии в Школе перспективных исследований Святой Анны в Пизе, Италия.
Является известным специалистом в области сна, в частности генетики и этиологии сна.
Исследования Тонони привело к новой гипотезе о функции сна (предложенной вместе с исследователем сна Кьярой Чирелли), гипотезе синаптического гомеостаза. Согласно гипотезе, бодрствование приводит к увеличению синаптической силы, а сон необходим для восстановления синаптического гомеостаза. Гипотеза имеет значение для понимания последствий лишения сна и для разработки новых диагностических и терапевтических подходов к нарушениям сна и нервно-психическим расстройствам.
Является лидером в области изучения сознания и соавтором книги на эту тему вместе с лауреатом Нобелевской премии Джеральдом Эдельманом.
Разработал теорию интегрированной информации(ТИИ), объясняющую, что такое сознание, как его можно измерить, как оно коррелирует с состояниями мозга и почему оно угасает, когда мы впадаем в сон без сновидений, и возвращается, когда мы видим сны. Теория проверяется с помощью нейровизуализации, транскраниальной магнитной стимуляции (ТМС) и компьютерных моделей. Кристоф Кох назвал эту теорию «единственная действительно многообещающая фундаментальная теория сознания».

## Труды
- Massimini, M. Sizing up Consciousness: Towards an Objective Measure of the Capacity for Experience / M. Massimini, Tononi, G.. — Oxford University Press, 2018. — ISBN 978-0-19-872844-3.
- Tononi, G. PHI: A Voyage from the Brain to the Soul. — Pantheon Books, 2012.
- Laureys, S. The Neurology of Consciousness: Cognitive Neuroscience and Neuropathology / S. Laureys, Tononi, G.. — Academic Press, 2009.
- Tononi, G. Galileo e il fotodiodo. — Laterza (Bari), 2003.
- Edelman, G.M. A Universe of Consciousness: How Matter Becomes Imagination / G.M. Edelman, Tononi, G.. — Basic Books, 2000.
- Sporns, O. Selectionism and the Brain / O. Sporns, Tononi, G.. — Academic Press, 1994.